# Кабарега Чва II
Кабарега Чва II (18 июня 1853 или 1845, Уньоро — 6 апреля 1923, Джинджа, Восточная область) — правитель (омукама) государства Уньоро, территория которого находилось в западных областях современной Уганды. Национальный герой Уганды.
С 1869 по 1898 год был правителем (омукама) государства Уньоро. Его резиденция долгое время находилась в Мпаро.
Взошёл на трон в 1869 году и вскоре вторгся в королевство Торо. В 1873 году во время восстания временно потерял трон, но смог восстановить его в том же году.
В 1890-х годах начал оказывать вооруженное сопротивление британцам, которые хотели установить протекторат над Угандой. После долгой борьбы Уньоро пала и 3 апреля 1898 года Кабарега потерял свой трон. Арестован 9 апреля 1899 года и также как и Мванга II из Буганды сослан на Сейшельские острова. Вернулся в Уньоро в 1923 году, но умер прежде, чем достиг границы своего родного королевства.
Диктатор Иди Амин переименовал в 1972 году в память о Чве II водопад Мерчисон-Фолс в Кабарегу. 8 июня 2009 года президентом Мусевени Кабарега был объявлен национальным героем Уганды.